# Sortirowocznaja (Petersburg)
Sortirowocznaja (ros. Сортировочная) – przystanek kolejowy w miejscowości Petersburg, w Rosji. Położony jest na linii Petersburg - Moskwa.